# Franay
Franay fue una empresa carrocero francés que operaba en Levallois-Perret, un suburbio en el próspero extremo noroeste de París. La firma fue fundada en 1903 por Jean-Baptiste Franay, tapicero de carruajes, tras un aprendizaje en Binder. Posteriormente, su hijo Marius se hizo cargo del negocio. La producción de carrocerías de la firma cesó a finales de 1955.

## Historia
Carrosserie Franay fue fundada por Jean-Baptiste Franay, un talabartero (artesano del cuero) de profesión que había completado su formación con el fabricante de carruajes Henri Binder. En 1903, Franay abrió su propio negocio de reparaciones, que posteriormente se convirtió en un taller de fabricación de carrocerías. La empresa tenía su sede en Levallois-Perret, un suburbio parisino. Tras la Primera Guerra Mundial, Marius Franay, hijo del fundador, asumió la dirección de la empresa.
En el periodo comprendido entre las dos guerras mundiales, Franay carrozó chasis de prestigiosas marcas como Bentley, Bugatti, Delage, Delahaye, Duesenberg, Hispano-Suiza y Rolls-Royce, entre otras.
Tras la Segunda Guerra Mundial, Marius Franay asumió la presidencia de la Asociación Francesa de Carrocerías (Chambre Syndicale de la Carosserie Française). Entre los primeros coches nuevos que Franay construyó tras el final de la guerra se encontraban varios Rolls-Royce y Talbot. Se fabricaron al menos seis cupés descapotables basados en el Rolls-Royce Silver Wraith y al menos un sedán, principalmente entre 1947 y 1948. También fabricaron carrocerías especiales para el Talbot-Lago T26 Grand Sport. De 1947 a 1949, se fabricaron al menos ocho cupés deportivos, así como algunos descapotables, sobre el chasis corto, cada uno con diseños diferentes.
Además, en los primeros años de la posguerra, Franay solía equipar chasis antiguos de preguerra con carrocerías nuevas, incluyendo un chasis Bugatti Tipo 57 fabricado en 1936, al que se le aplicó una carrocería convertible de tipo pontón. Otras carrocerías para Bentley y Rolls-Royce, producidas en la misma época, continuaron con el estilo tradicional, con guardabarros delanteros y traseros de sugerentes formas o repitieron los impactantes diseños Art Déco de la preguerra.
Uno de los últimos trabajos de Franay fue una limusina representativa de cuatro puertas para el presidente francés René Coty, basada en el Citroën Traction Avant con una moderna carrocería de "tres volúmenes", diseñada por Philippe Charbonneaux. El coche, inscrito con la matrícula "2 PR 75", se utilizó en diversas ocasiones oficiales desde 1955, incluyendo una visita de Estado de la reina Isabel II del Reino Unido en 1957. Debido al uso prolongado a paso de peatón, se sobrecalentó durante un desfile y tuvo que ser remolcado a la vista del público. Para ahorrar dinero, la limusina compartió algunas piezas con otros coches de consumo masivo, incluyendo los parabrisas y los parachoques, procedentes de un Ford Comète, los embellecedores de las ruedas de un Ford Vendôme, la luneta trasera de un Buick y los faros traseros de un Chevrolet.
La producción de carrocerías de Franay cesó a finales de 1955.
Marius Franay también se dedicó a la industria cinematográfica como propietario de la Sociedad Industrial de Sincronización y de la Sociedad de Impresiones Cinematográficas de St. Cloud.

## Galería

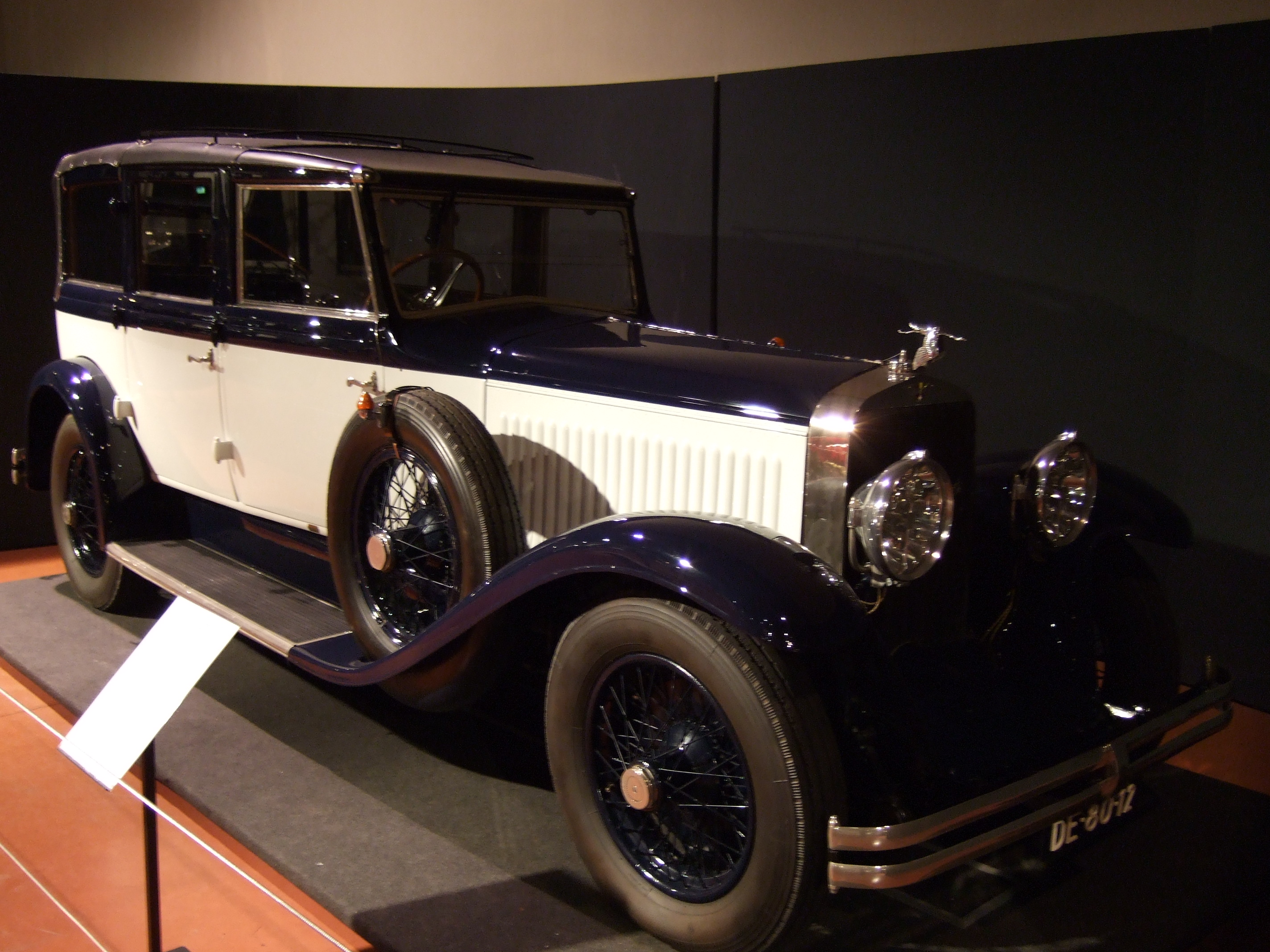
Hispano-Suiza H6B Franay Landaulette de 1924
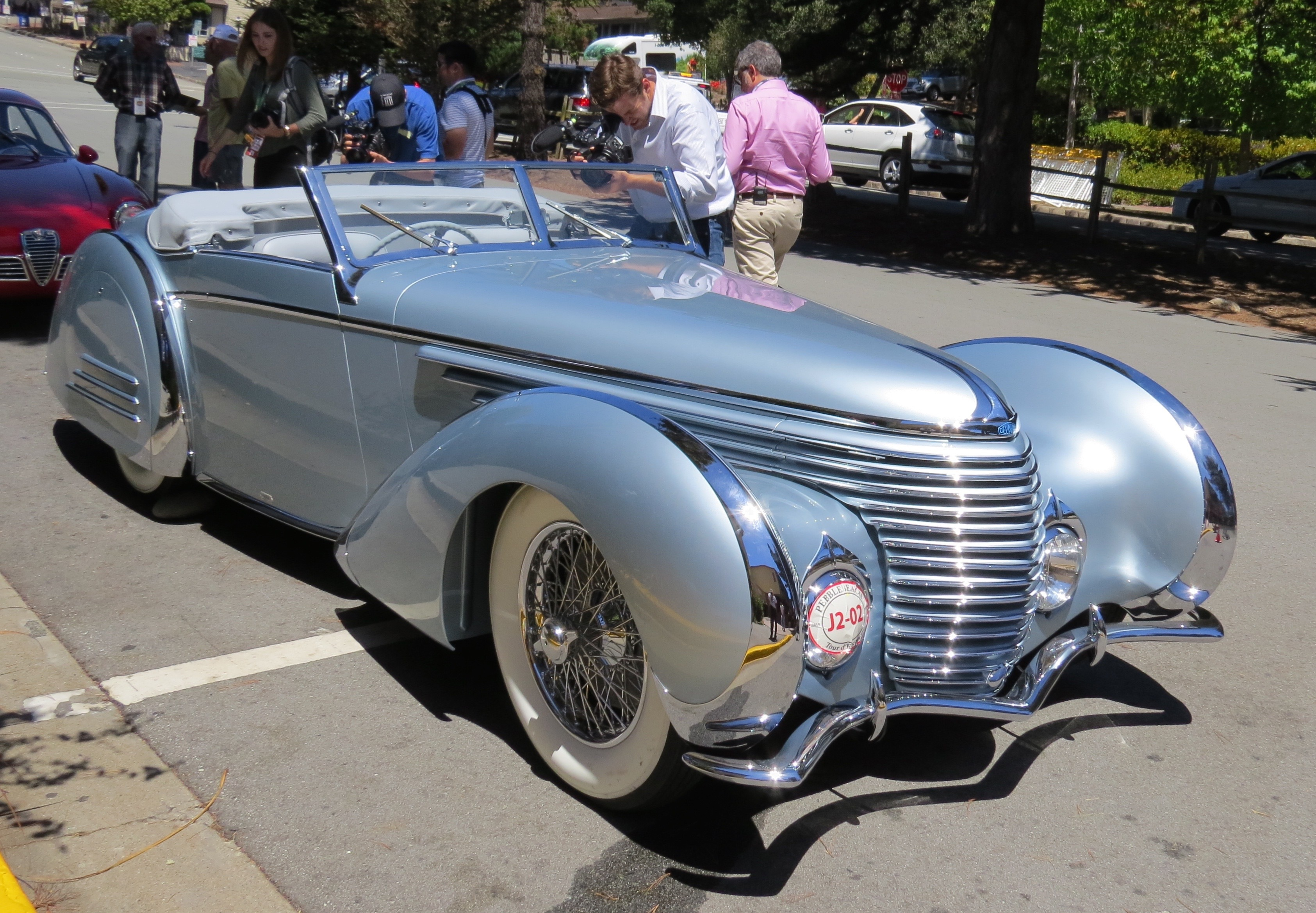
Delahaye 145 Franay Cabriolet de 1937
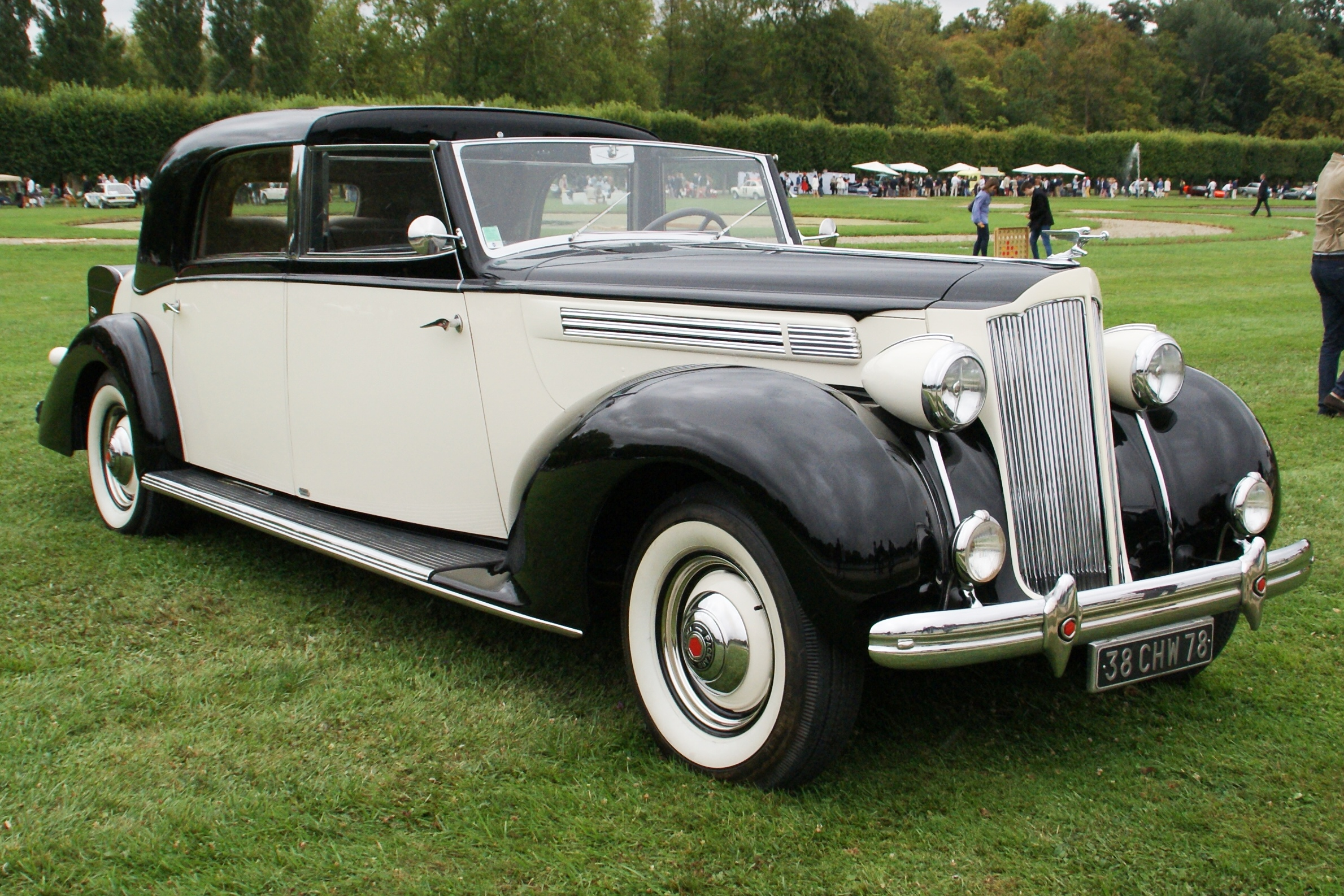
Packard Eight 1602 Cupé Chauffeur de 1938 por Franay
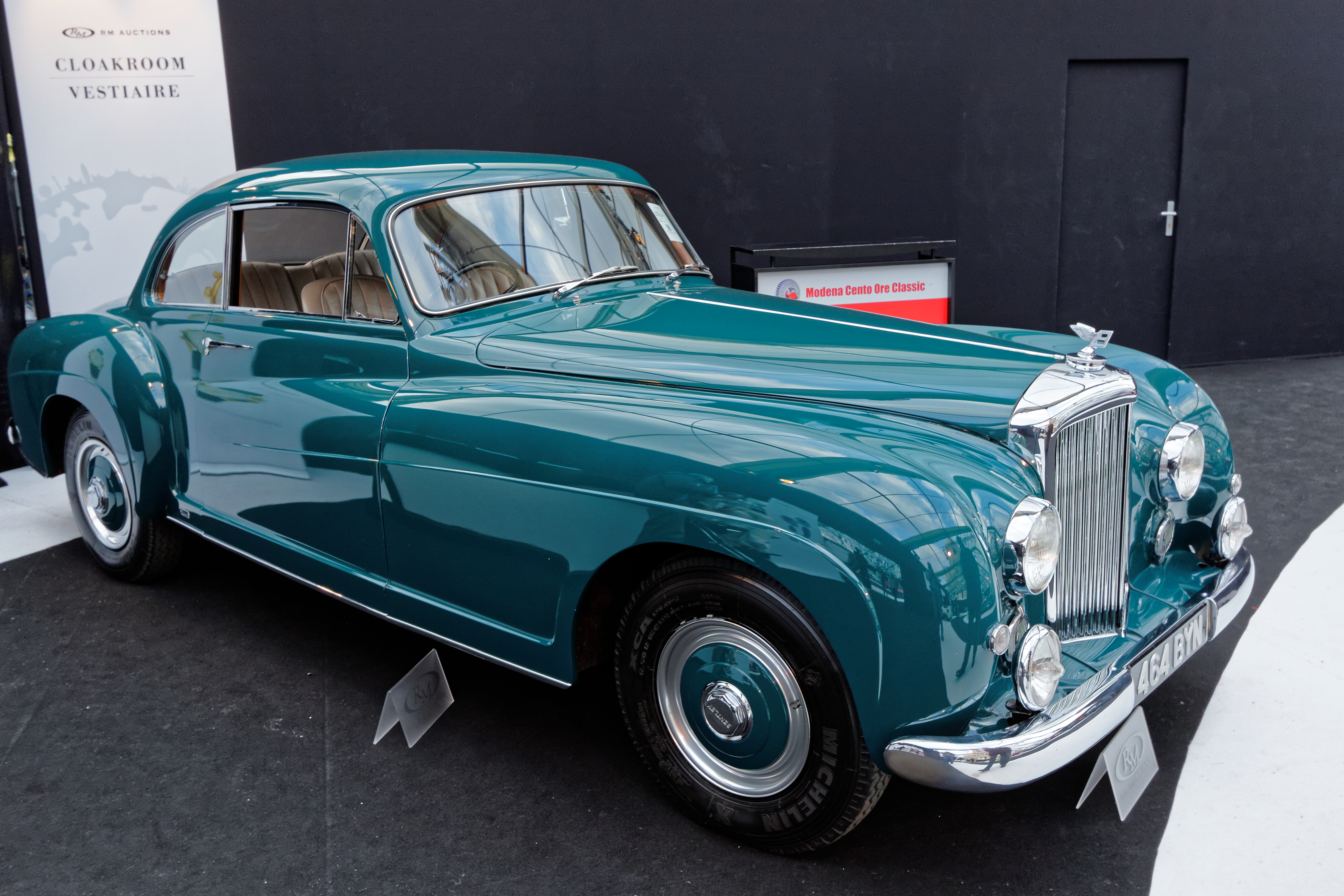
Bentley R Type Continental de 1955 por Franay